# Isla de Tierra
L'isla de Tierra est une petite île espagnole située à 50 mètres de la côte du Maroc. 
Comme les autres Plazas de soberanía, elle est revendiquée par le Maroc qui la considère comme étant occupée.

## Caractéristiques

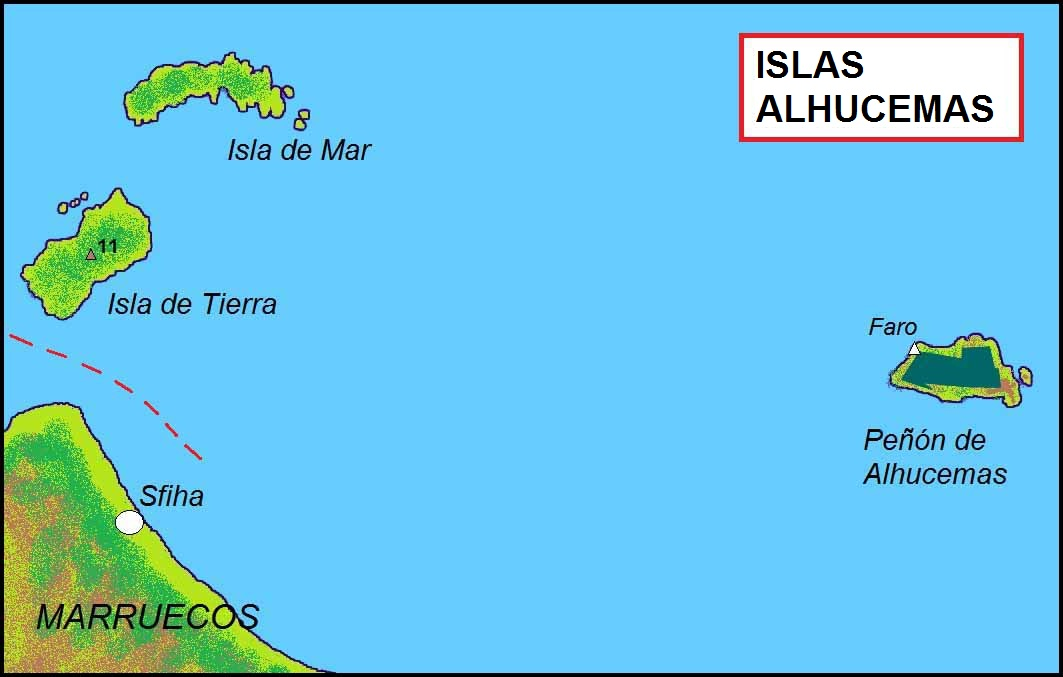
Carte des îles Alhucemas.

L'isla de Tierra (littéralement en espagnol : « île de Terre ») forme, avec l'isla de Mar (« île de Mer ») et le Peñón de Alhucemas, l'archipel des îles Alhucemas, un groupe de trois petites îles dans la mer d'Alboran, en Méditerranée. Comme ces deux autres îles, elle est située à 50 m de la côte nord-est du Maroc, près de la plage de Sfiha, légèrement plus près de la côte que l'isla de Mar.
L'isla de Tierra est une plate-forme rocheuse atteignant 11 m d'altitude. Tout comme l'isla de Mar, elle est inhabitée et ne possède aucune construction.

## Souveraineté
L'isla de Tierra, comme les deux autres îles Alhucemas, fait partie des traditionnelles Plazas de soberanía, territoires d'Afrique du Nord sur les côtes marocaines et sous souveraineté espagnole. Cette souveraineté est contestée par le Maroc.